# 武塔赫
武塔赫是德国巴登-符腾堡州的一个市镇。总面积30.48平方公里，总人口1208人，其中男性607人，女性601人（2011年12月31日），人口密度40人/平方公里。